# 軟體動物皰疹病毒科
軟體動物皰疹病毒科（學名：Malacoherpesviridae）是皰疹病毒目的一個科，以軟體動物為宿主，是該目中唯一感染無脊椎動物的類群，其學名來自希臘文的（malakion），意指軟體動物。本科僅有兩種病毒，分別屬於不同的單型屬，其感染會造成軟體動物幼蟲偶發性的大量死亡。有別於感染脊椎動物的皰疹病毒一般只能感染單一物種，本科病毒常可感染親緣關係接近的數種軟體動物。

## 分類
- 海螺疱疹病毒属 Aurivirus
  - Haliotid herpesvirus 1（HaHV-1、AbHV-1），宿主為鮑魚[4]。
- 牡蛎疱疹病毒属 Ostreavirus
  - Ostreid herpesvirus 1（OsHV1），宿主為牡蠣[1]。

另有一種可感染扇貝的急性病毒性坏死病毒（acute viral necrosis virus, AVNV）可能是OsHV1的一個變型。

## 病毒學
軟體動物皰疹病毒科的病毒具有外膜，外型多為二十面體，直徑約150－200奈米，基因組為不分段的線形DNA，長度約為134kb。